# La Harengère
La Harengère är en kommun i departementet Eure i regionen Normandie i norra Frankrike. Kommunen ligger i kantonen Amfreville-la-Campagne som tillhör arrondissementet Bernay. År 2022 hade La Harengère 598 invånare.

## Befolkningsutveckling
Antalet invånare i kommunen La Harengère
Referens:INSEE